# 新旅足橋
新旅足橋（しんたびそこばし）は、岐阜県加茂郡八百津町にある、一般国道418号丸山バイパスの橋である。

## 概要
一般国道418号は新丸山ダムの完成により洪水時に湛水することや、加茂郡八百津町（岐阜県道353号篠原八百津線分岐点）から恵那市（笠置ダム付近）までの約17.7 kmが災害により年間を通じて通行止めであることから、付替道路が建設されることになった。なお、この橋は旅足川に架かる橋であり、旅足橋の代替を成すものである。
この付近の旅足川は旅足川渓谷という典型的なV字谷である。このため、橋脚の高さは約100 m（101.0 m・93.5 m）に及び、旅足川から橋までの高さは約200 mに及ぶ。中央支間長は220.0 mあり、これはPC3径間連続ラーメン箱桁橋としては最長クラスである。
銘板の書体には、地元の小学生が書いた原案を採用している。

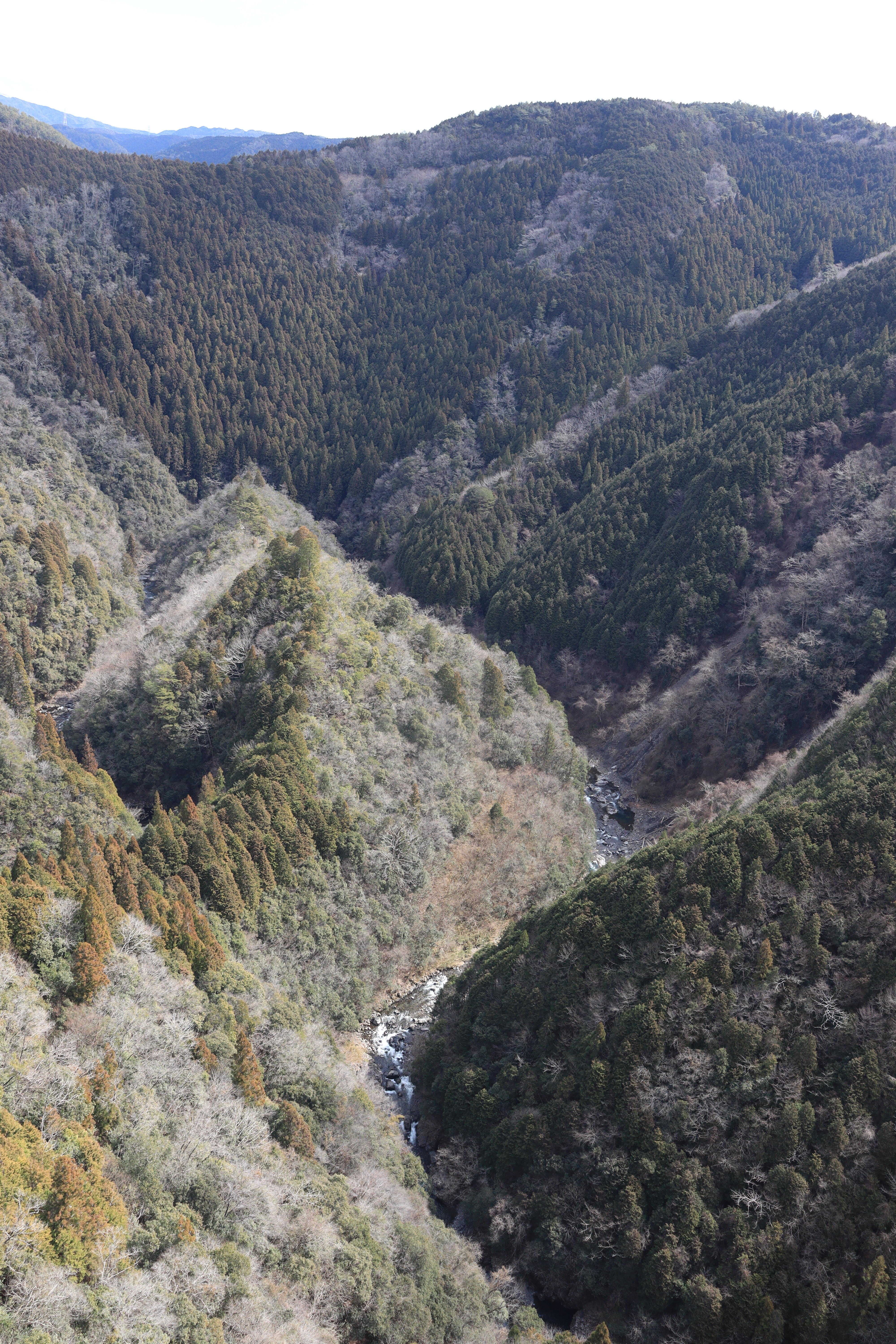
新旅足橋から見下ろす旅足川渓谷

### 岐阜バンジー
2020年（令和2年）8月、橋の上から飛び降りるバンジージャンプ施設では、日本一の高さ（215m）となる「岐阜バンジー」が開設された。バンジー経験著名人に江頭2:50、与田祐希、向井康二、遠藤さくらなどがいる。

### 橋の概要
- 供用 ： 2010年（平成22年）3月28日[18]
- 橋長 ： 462.0 m[1]
- 幅員 ： 10.75 m（有効幅員9.75 m。うち車道7.25 m、歩道2.00 m）[2]
- 支間 ： 119.0 m+220.0 m+119.0 m[3]
- 種別・構造 ： PC3径間連続ラーメン箱桁橋[2]

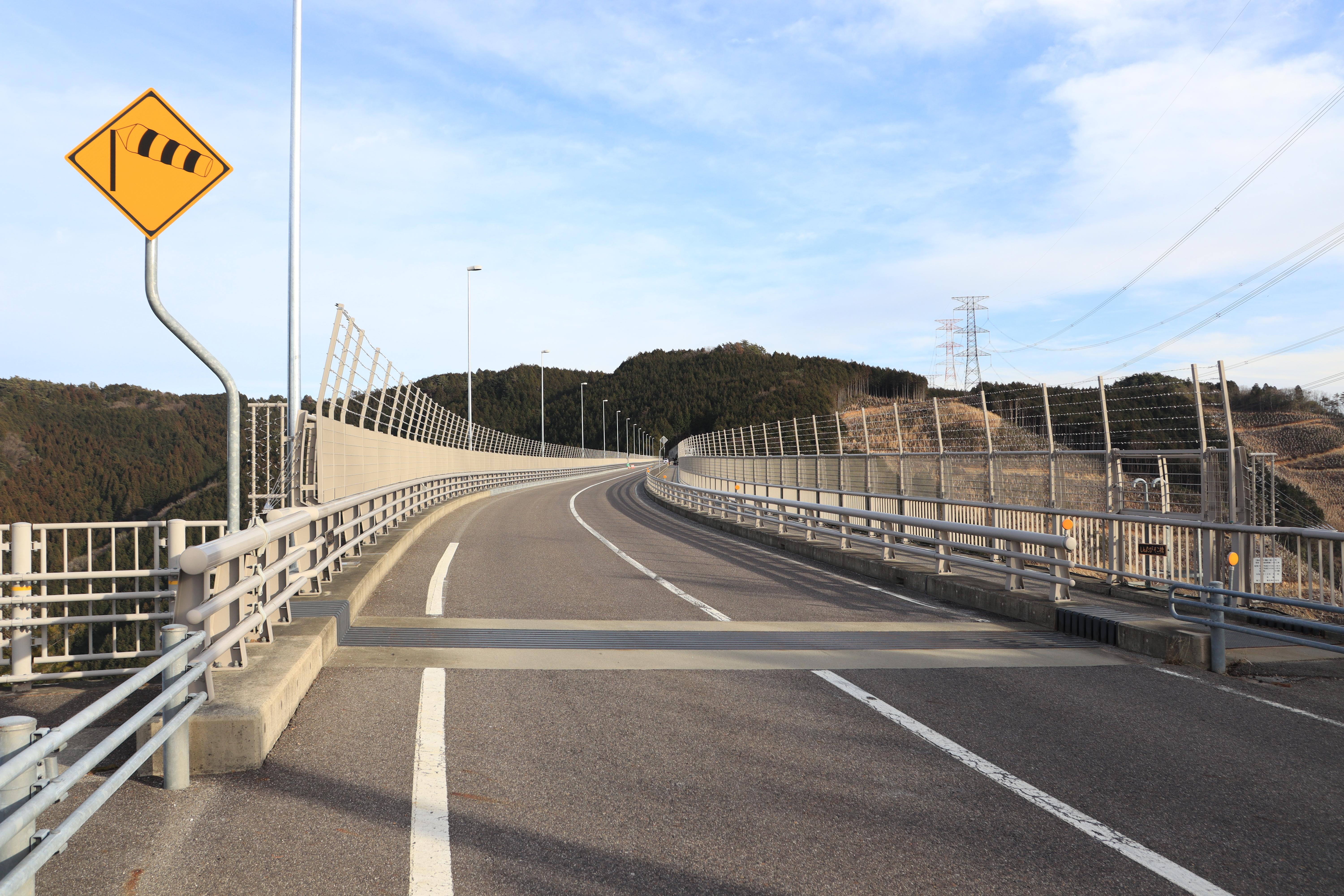
車道と歩道
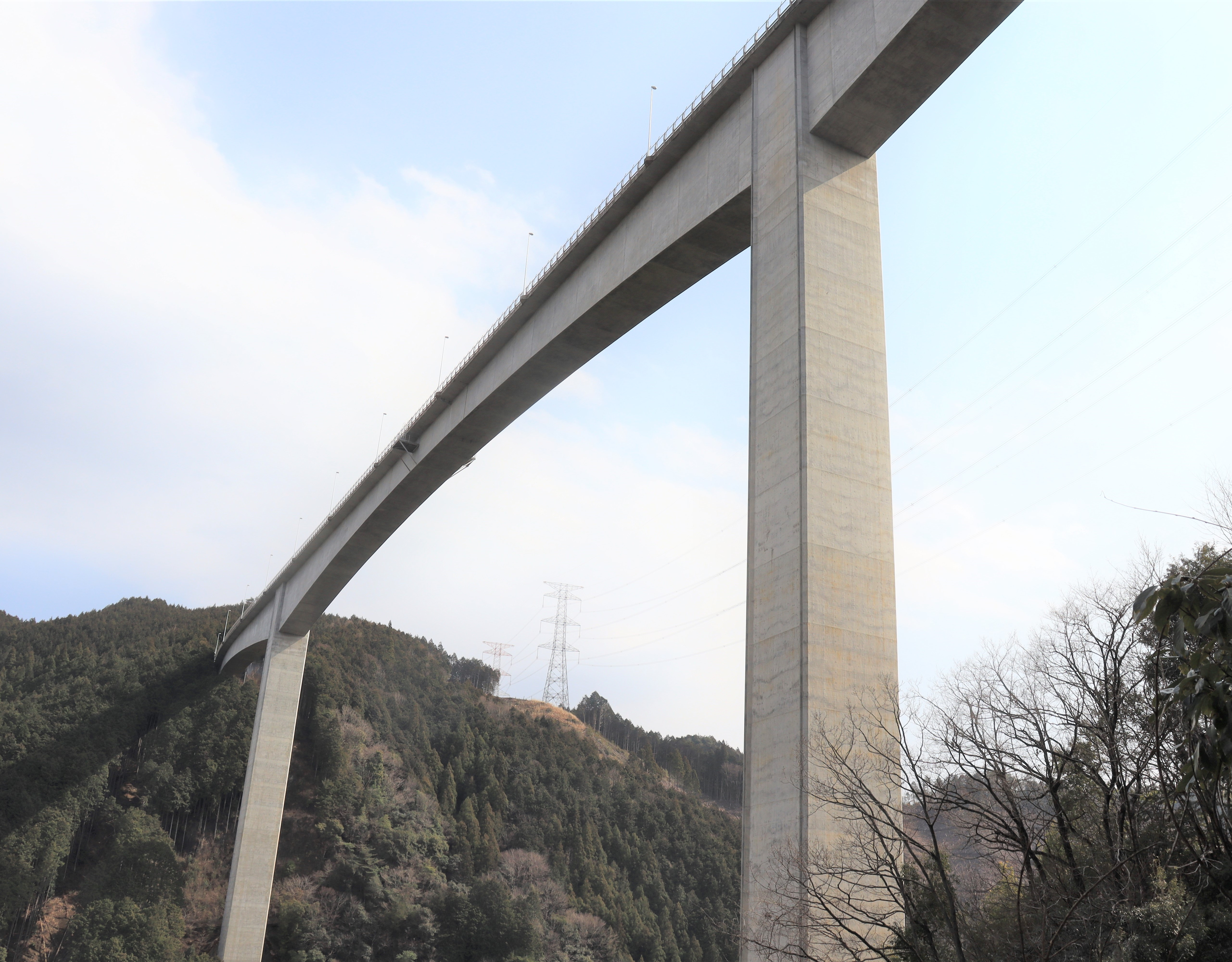
2本の橋脚
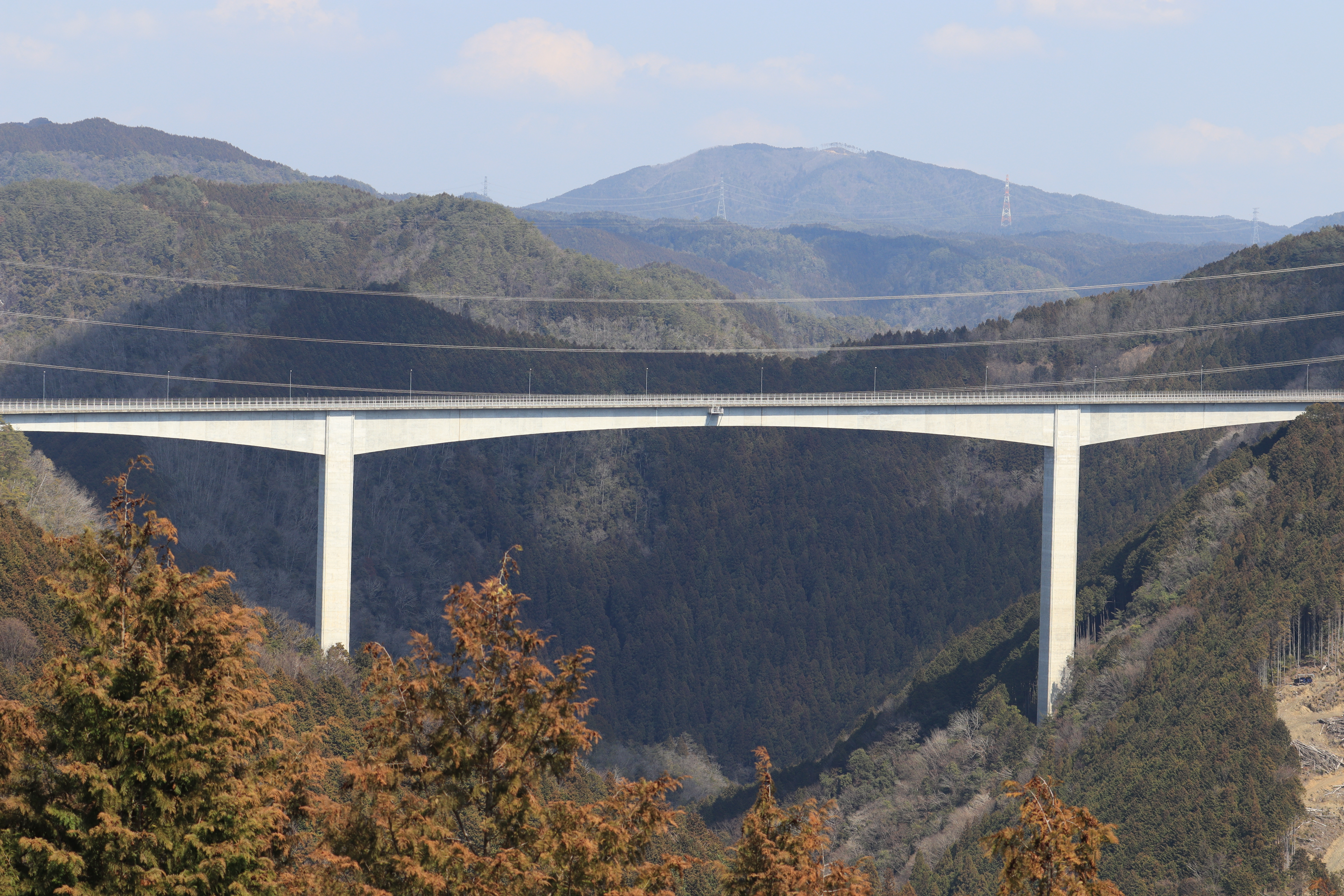
南側から望む新旅足橋、遠景は見行山